# Morimondo
Morimondo er en comune (kommune) i Storbyområdet Milano i den italienske region Lombardiet omkring 20 km syd for Milano. Der er omkring 5 km til Abbiategrasso. Byen har 1.007 (2023) indbyggere.
De første kilder på, at der har været bosættelser i området stammer fra romertiden. I byen ligger Morimondo Kloster, der stod færdig i 1296.